# Дніпрянка (гандбольний клуб, Херсон)
| Гандбольний клуб «Дніпрянка» | |
| {{{назва_команди}}}          | |
| Ліга                         | Чемпіонат України з гандболу серед жінок |
| Країна                       | Україна |
| Місто                        | Херсон |
| Кольори                      | жовтий, чорний, фіолетовий |
| Попередні назви              | «Текстильник»(1990—1992) «Тавричанка»(1992—1994) «Дніпрянка»(1995—1998) «СЕПРО–Дніпрянка»(1998—2000) «Дніпрянка-Педуніверситет»(2000—2002) «Університет-Дніпрянка» (2002—2010)                                                                  |
| Тренер                       | Милославський Борис Михайлович |
| Капітан                      | Тетяна Чорнявська |
| Титули                       | П'ятиразовий бронзовий призер сезонів 2012/13, 2013/14, 2014/15, 2015/16, 2016/17; бронзовий 2015/16, та срібний 2016/17 призер Кубку України з гандболу серед жінок; срібний призер 2015/16, 2016/17 Суперкубку України з гандболу серед жінок |
| Офіційний сайт               | http://dnepryanka.com.ua/ |

«Дніпрянка» — український комунальний жіночий гандбольний клуб з Херсону, що виступає в жіночий Суперлізі чемпіонату України з гандболу. Найтитулованіша команда з ігрових видів спорту Херсону та Херсонської області. В українському гандболі клуб насамперед відомий своїми вихованцями, що отримавши добру школу успішно проявляють себе в більш іменитих клубах.

## Історія клубу

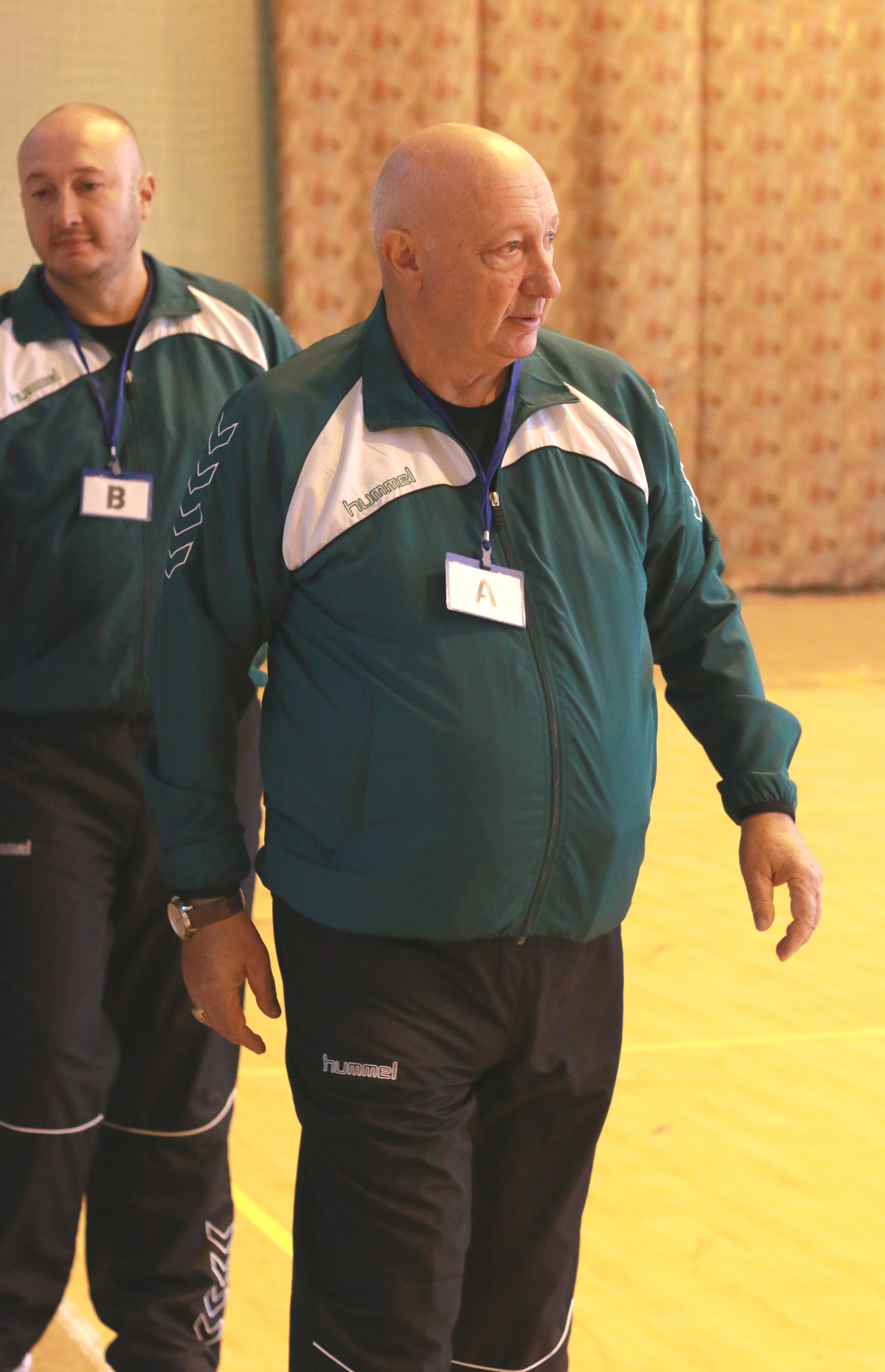
Тренери Дніпрянки Михайло (зправа) та Борис (зліва) Милославські

Вся історія клубу пов'язана з ім'ям заслуженого тренера України Михайла Борисовича Милославського, що був головним тренером з моменту створення клубу до 01.08.2018, майже 30 років. У 1988 М. Б. Милославський, що до того тренував спеціалізовані гандбольні класи в ЗОШ № 22, 47 та 49 перейшов на роботу до тільки-но створеної Херсонської обласної школи-інтернату спортивного профілю (нині Херсонське вище училище фізичної культури) старшим тренером відділення гандболу. Завдяки директору Л. М. Барбіну були створені дуже хороші умови для розвитку гандболу.
Клуб створено у 1989 р. за активної підтримки керіництва Херсонського бавовняно-паперового комбінату в особі генерального директора Саковича П. В. й голови профкому Мельникової Л. А. під назвою «Текстильник». Мета у команди була проста: потрапляння в дивізіон Першої ліги класу «А» чемпіонату СРСР з гандболу серед жінок. У 1990 році молода команда «Текстильник», пройшовши через Всесоюзний відбірковий турнір у Ростові та Києві завоювала таке право. За основний склад команди виступали сестри Кротови, Валентина Марченко, Олена Шеремет, Ольга Петриковська, Татяна Пшулковська, Світлана Матюхіна, Лариса Белошкуренко, Тетяна Шелковська, Оксана Одинець, Олена Кирюшина, Олена Нетяга. За підсумками першого сезону зайняла 5 місце серед 12 команд Першої ліги класу «А» чемпіонату СРСР. На момент розпаду СРСР (1991 рік) команда займала 3 месце в Першій лізі.
З 1992 року команда бере участь у чемпіонатах незалежної України (Вища ліга «А»). В цей час, через розпад СРСР Херсонський бавовняно-паперовий комбінат відмовився фінансувати клуб, що призвело до його ліквідації. За підтримки Херсонського міського голови О. В. Швидкого клуб було відновено під назвою «Тавричанка», як комунальну гандбольну команду. З цього часу міська і обласна влада активно допомагають клубу.
Великим досягненням клубу стала участь його гравчинь: Тетяни Переверзєвої, Ірини Сидорової та Марини Вергелюк у переможному для України Чемпіонаті Європи U-17, що проходив у Литві. Другим тренером збірної був М. Б. Милославський. Через розбіжності у владних колах у цьому ж 1994 р. команду було ліквідовано, а М. Б. Мілославський поїхав до Болгарії бути головним тренером команди м. Шумен. В цей час місто та область у вищому дивізіоні українського чемпіонату представляв клуб «Олімпія» (головний тренер Василь Козар).
Клуб було відрождено у 1995 р. під назвою Дніпрянка. Після цього назва клубу не змінювалась. Незважаючи на скрутну економічну ситуацію в Україні, клуб продовжує успішно виховувати спортсменів найвищого рівня.

## Участь у Єврокубках
| Сезон   | Турнір            | Раунд     | Суперник                       | Вдома | В гостях | Загальний рахунок | Прохід/Виліт |
| ------- | ----------------- | --------- | ------------------------------ | ----- | -------- | ----------------- | ------------ |
| 2002/03 | Кубок Виклику ЄГФ | Третій    | Інтеркол. Панелініос (Нікосія) | 31:19 | 16:35    | 66:35             | Прохід       |
| 2002/03 | Кубок Виклику ЄГФ | Четвертий | Борусія (Дортмунд)             | 12:27 | 30:23    | 57:35             | Виліт        |
| 2003/04 | Кубок Виклику ЄГФ | Третій    | Османгазі Юні СК (Ескішехір)   | 20:24 | 20:18    | 40:42             | Виліт        |

## Вихованки Дніпрянки у складі збірної України на Олімпійських іграх, чемпіонатах Світу та Європи
| Змагання              | Вихованки Дніпрянки                                                                  |
| --------------------- | ------------------------------------------------------------------------------------ |
| Чемпіонат Європи 1998 | Марина Вергелюк                                                                      |
| Чемпіонат Світу 1999  | Ірина Гончарова, Марина Вергелюк,                                                    |
| Чемпіонат Європи 2000 | Марина Вергелюк, Ірина Гончарова, Тетяна Яресько                                     |
| Чемпіонат Світу 2001  | Ірина Гончарова, Анастасія Бородіна                                                  |
| Чемпіонат Європи 2002 | Ірина Гончарова, Марина Вергелюк                                                     |
| Чемпіонат Світу 2003  | Ірина Гончарова, Марина Вергелюк, Анастасія Бородіна (Підпалова)                     |
| Олімпійські ігри 2004 | Ірина Гончарова, Марина Вергелюк, Анастасія Бородіна (Підпалова)                     |
| Чемпіонат Європи 2004 | Анастасія Бородіна (Підпалова)                                                       |
| Чемпіонат Світу 2005  | Марина Вергелюк, Анастасія Бородіна (Підпалова)                                      |
| Чемпіонат Європи 2006 | Марина Вергелюк                                                                      |
| Чемпіонат Світу 2007  | Вікторія Борщенко, Юлія Снопова                                                      |
| Чемпіонат Європи 2008 | Ірина Гончарова, Марина Вергелюк, Анастасія Бородіна (Підпалова)                     |
| Чемпіонат Світу 2009  | Ірина Гончарова, Вікторія Борщенко, Анастасія Бородіна (Підпалова)                   |
| Чемпіонат Європи 2010 | Ірина Гончарова, Вікторія Борщенко, Анастасія Бородіна (Підпалова), Ольга Ніколаєнко |
| Чемпіонат Європи 2012 | Вікторія Борщенко, Анастасія Підпалова, Ольга Ніколаєнко                             |
| Чемпіонат Європи 2014 | Вікторія Борщенко, Анастасія Підпалова, Ольга Ніколаєнко                             |

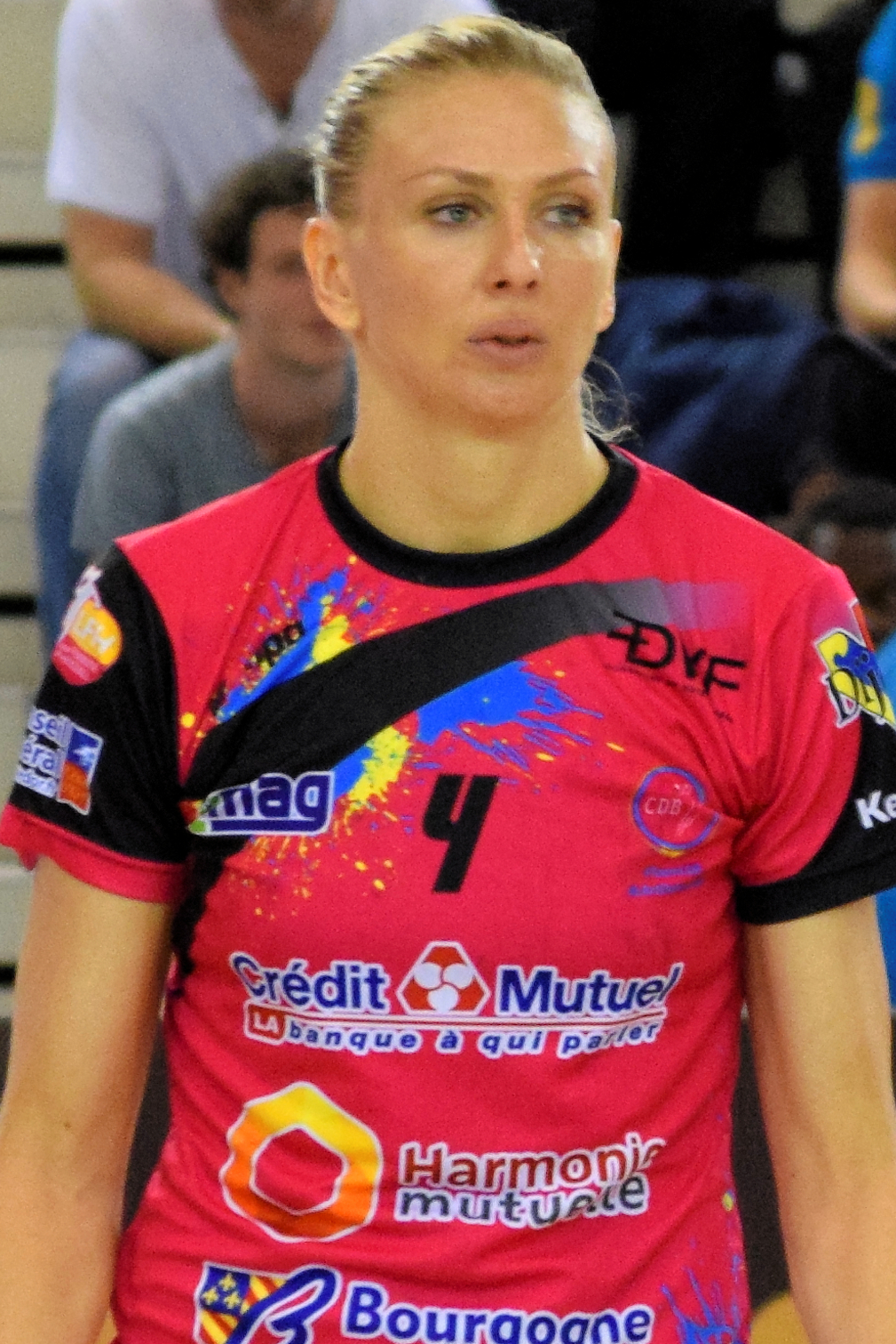
Півсередня Анастасія Бородіна (Підпалова): бронзовий призер Олімпійських ігор 2004, чемпіон клубів чотирьох різних держав — України (Мотор Запоріжжя), Румунії (Ольтхім Римніку-Вилча), Росії (Динамо-Сінара Волгоград), Франції (Метц).
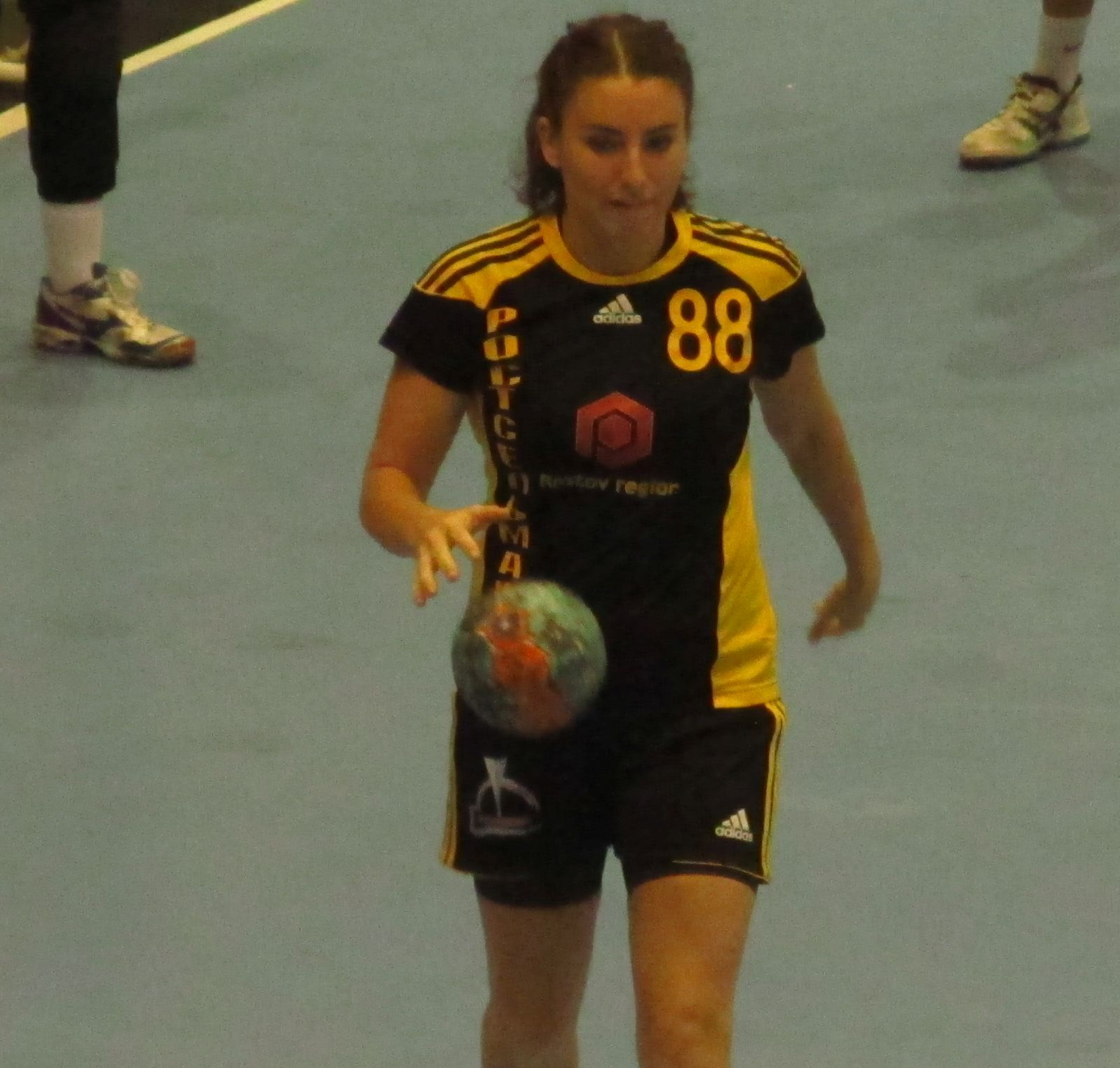
Ліва крайня Вікторія Борщенко: чемпіон України (Спарта Кривий Ріг), багаторазовий чемпіон  Росії (Динамо-Сінара Волгоград; Ростов-Дон Ростов), володар Кубку ЕГФ сезону 2016/17 року у складі Ростов-Дону Ростов.

## Цікавий факт
Клубом регулярно надається відео (одним із тренерів) коментарів усіх офіційних матчів у яких бере участь, а також передсезонної підготовки, товариських турнірів, участі вихованок у збірних України різних вікових груп.